# Mercedes-Benz C 63 AMG
De Mercedes-Benz C 63 AMG is een auto van de Duitse autofabrikant Mercedes-Benz. Het is het topmodel van de C-klasse, aangepakt door AMG.

## Introductie
De C 63 AMG is de sportieve topversie van de zakensedan C-Klasse. AMG maakt al sinds de jaren 90 zijn eigen versies van de C-klasse, maar voorheen heetten deze naar hun cilinderinhoud. Zo waren er de C36 AMG, C43 AMG en C55 AMG. Vanaf de W204 generatie ging deze echter 63 AMG heten, net als bij andere Mercedessen. Eerst was dit nog enigszins op de cilinderinhoud gebaseerd (het was feitelijk 6,2 L), maar later bleven ook modellen met andere cilinderinhoud toch 63 AMG heten, zoals de E63 AMG met 5,5 liter en later vele Mercedes-modellen met 4,0 liter. Het geeft voortaan aan een V8-AMG te zijn, in plaats van wat de inhoud is. Zo kwamen er ook andere namen, zoals 45 AMG en 43 AMG, maar deze betroffen 4- of 6-cilinders.

## Eerste generatie (2007-2015)
De W204 C 63 AMG is voorzien van een 6.2-liter V8-motor, die 457 pk (336 kW) levert. Het maximumkoppel is 600 Nm (bij 5.000 toeren per minuut). De auto is standaard voorzien van de AMG Speedshift 7G-TRONIC en kent een sportstand ('S'), comfortstand ('C') en een handmatige functie ('M'). Schakelen kan daardoor met zowel de versnellingspook als de schakelpeddels aan het stuurwiel. De sprint van 0–100 km/u gaat in 4,5 seconden voor de Sedan en 4,6 seconden voor de Estate. De topsnelheid is begrensd op 250 km/u, maar kan naar 280 km/u als je het Performance Package koopt. Zonder begrenzer zou de C 63 315 km/u kunnen halen.
Na de facelift kreeg de C 63 AMG een nieuwe AMG Speedshift MCT. Ook werd de auto iets lichter. De Sedan bijvoorbeeld weegt voortaan 1630 kg in plaats van 1655 kg. Ook kwam de auto nu als coupé. De acceleratie naar 100 km/u daalde naar 4,4 sec. voor de sedan en coupé.

### Uitvoeringen
Er zijn verschillende krachtiger varianten van de C 63 AMG. Om te beginnen kon men het Performance Package Plus bestellen, waarbij het vermogen niet 457 pk, maar 487 pk bedraagt. Andere wijzigingen zijn rode remklauwen, een ander stuur en een koolstofvezel lipspoiler op de sedan. Na de facelift kwam een extremere variant: de C 63 AMG Black Series. Dit is een van de 5 auto's die als AMG Black Series is gekomen. Bij deze uitvoering ging het vermogen omhoog naar 517 pk en 620 Nm. Ook kwamen er andere wielen, stoelen, ESP, onderstel en extremere bumpers en diffuser. De 0–100 km/u tijd is nog slechts 4,2 seconden, de topsnelheid is 277 km/u. Tot slot kwamen in 2013 de Edition 507 uitvoeringen. Deze hebben, zoals de naam al aangeeft, 507 pk en 610 Nm koppel. Ook werden er dingen van de Black Series overgenomen, zoals de motorkap en ophanging. De 0-100 tijd is 4,2 seconden, de topsnelheid 280 km/u.

### Uiterlijk
De AMG-modellen van Mercedes-Benz onderscheiden zich in zowel het uiterlijk als het interieur. De C 63 AMG heeft een sportieve voorbumper, donkerder gekleurd koplampglas, 'powerdomes' in de motorkap, sideskirts, 18- of 19-inch AMG lichtmetalen velgen, donker gekleurd achterlichtglas en een diffuser-achtige achterbumper. Verder heeft de AMG uitvoering vier uitlaten. Verder is hij aanzienlijk groter ten opzichte van de normale C-klasse, zowel in lengte als breedte.
In het interieur zijn AMG-wijzerplaten en aluminium sierlijsten op het dashboard aangebracht. De sportstoelen en -pedalen zijn ook voorbehouden aan de AMG versie. Op de standaardversies van de C-Klasse is een AMG-sportpakket tegen meerprijs verkrijgbaar.

## Tweede generatie (2014+)
In 2014 kwam de C 63 AMG van de W205 generatie. Deze gebruikt een versie van de 4,0 liter biturbo V8 van de Mercedes-AMG GT. In de Mercedes-AMG C 63 levert deze 476 pk en 650 Nm, in de Mercedes-AMG C 63 S 510 pk en 700 Nm. Het nieuwe blok heeft twee twin scroll turbo's in de V van de motor liggen. Het blok zou 32% minder brandstof moeten verbruiken dan het uitgaande model. Opnieuw heeft de auto een 7-traps automaat en achterwielaandrijving. De C kwam als sedan, estate en coupé, maar dit keer voor het eerst ook als cabriolet. De acceleratie van 0–100 km/u geschiedt in 4,1 seconden (sedan), 4,2 seconden (estate en cabrio) of 4,0 seconden (coupé). In de S versie liggen deze waarden één tiende lager.

### Uiterlijk
Uiterlijk is de  C 63 AMG te herkennen aan andere bumpers met groter luchtinlaten, grotere wielen, een andere grille, andere motorkap en vier trapeziumvormige uitlaten in de diffuser aan de achterkant.

## Facelift
In 2018 werd de C-klasse gefacelift. Zaken die waren veranderd, waren het nieuwe dashboard met een groter centraal scherm, volledig digitale tellers en een nieuw stuurwiel. Er was niets veranderd aan het motorblok, maar hij kreeg wel een nieuwe automatische versnellingsbak met negen verzetten.